# Fattoria l'Amorosa
La Fattoria l'Amorosa è un complesso abitativo che si trova all'Amorosa, nel territorio del comune di Sinalunga, in provincia di Siena. Sorta in epoca medievale su un territorio già abitato nei secoli della Civiltà etrusca e in Età romana, trova la sua prima citazione nell'affresco trecentesco di Lippo Vanni in ricordo della Vittoria dei senesi nella battaglia di Val di Chiana, opera conservata a Siena nella Sala del Mappamondo, compresa all'interno del Museo civico del Palazzo Pubblico (Siena).
La proprietà delle strutture è stata in origine della famiglia Chigi-Saracini, per poi passare a quella dei Piccolomini e dei Pannillini. Nel XVIII secolo ci perviene come una vasta tenuta espansa nel tempo dotata di granaio, stalla, cantina, ma anche di un'osteria, di una scuola elementare e di una chiesa che, solo a partire dalla prima metà del XIX secolo, ha dato luogo ad una ricca comunità parrocchiale. Negli ultimi anni ospita una struttura ricettiva.